# Scopula adenensis
Scopula adenensis là một loài bướm đêm trong họ Geometridae.